# Đại học Pisa
Đại học Pisa (tiếng Ý: Università di Pisa) là một trường đại học nghiên cứu công lập tại Pisa, Ý. Được thành lập vào năm 1343, đó là một trong những trường đại học cổ xưa nhất tại châu Âu.
Hiện tại, trường được chia thành 20 Bộ môn, với khoảng 150 khóa học cấp độ cử nhân và thạc sỹ, cùng với khóa học thạc sỹ 1 năm, hơn 20 khóa học tiến sĩ, 50 trung tâm nghiên cứu chuyên sâu và hơn 60 khóa học sau đại học. Có hơn 1.500 giảng viên và một số người làm việc trong lĩnh vực quản lý, kỹ thuật viên, trợ giảng ngoại ngữ và thủ thư. Hiện có khoảng gần 50.000 sinh viên đang theo học. Hầu hết sinh viên đến từ Tuscany và Liguria, với một lượng lớn từ các vùng khác, đặc biệt từ miền Nam Italia. Một số lớn sinh viên cũng là người nước ngoài, góp phần vào tính đa văn hóa của thành phố.
Đại học Pisa trực thuộc Hệ thống các trường Đại học tại Pisa bao gồm trường Superior Scuola Normale, trường Scuola Superiore Sant'Anna. Đại học Pisa được biết là một trong những trường Đại học lớn ở cả Ý và châu Âu. Trường được một số bảng xếp hạng uy tín đánh giá cao về thứ hạng ở cả trong nước và Quốc tế. Đại học Pisa nổi tiếng với thế mạnh về các lĩnh vực liên quan đến Toán, Vật Lý, Khoa học Máy tính và Thú y.

## Lịch sử
Đại học Pisa được thành lập vào ngày 3 tháng 9 năm 1343 theo sắc lệnh của Giáo hoàng Clement VI, là một trong những trường đại học đầu tiên ở châu Âu có sự chứng nhận của Giáo hoàng để đảm bảo giá trị pháp lý cho chất lượng giáo dục và bằng cấp.

## Xếp hạng
Xếp hạng quốc gia
- 2025: Thứ 4 tại Ý về ngành Khoa học Máy tính, theo CS Ranking[3]
- 2025: Thứ 2 tại Ý về ngành Vật Lý, theo ARWU Ranking [4]
- 2025: Thứ 4 tại Ý về ngành Khoa học Thú y, theo ARWU Ranking
- 2025: Thứ 2 tại Ý về ngành Toán, theo ARWU Ranking

Xếp hạng quốc tế
| Bảng xếp hạng                                       | 2024    | 2023    | 2022    | 2021    | 2020    |
| --------------------------------------------------- | ------- | ------- | ------- | ------- | ------- |
| Academic Ranking of World Universities (ARWU)       | 151-200 | 151-200 | 151-200 | 151-200 | 151-200 |
| Quacquarelli-Symonds (QS) World University Rankings | 382     | 349     | 404     | 388     | 383     |
| Times Higher Education (THE)                        | 351-400 | 401-500 | 401-500 | 401-500 | 401-500 |
| NTU Taiwan                                          | 251     | 239     | 216     | 227     | 228     |

## Khoa và Bộ môn
Đại học Pisa bao gồm các khoa như sau:
- Sinh học
- Hóa học
- Văn minh nhân loại
- Kinh tế và Quản lý
- Dược
- Triết học, Văn học và Ngôn ngữ
- Vật lý
- Luật
- Khoa học Máy tính
- Kỹ thuật xây dựng và công nghiệp
- Kỹ thuật Xây dựng, Hệ thống, Đất đai, Năng lượng
- Kỹ thuật thông tin
- Toán
- Y học lâm sàng và thử nghiệm
- Bệnh lý phẫu thuật, y học, phân tử và chăm sóc cấp cứu
- Nghiên cứu các biến đổi và công nghệ mới trong y học và phẫu thuật
- Khoa học Nông nghiệp, Thực phẩm và Môi trường
- Khoa học Chính trị
- Khoa học Trái đất
- Khoa học Thú y

## Sinh viên tốt nghiệp nổi tiếng
Chính trị
- Ali Mohammed Ghedi - Thủ tướng thứ 11 của Somali
- René Préval - Tổng thống thứ 41 của Haiti
- Giovanni Gronchi - Tổng thống thứ 3 của Ý
- Sidney Sonnino - Thủ tướng thứ 19 của Ý
- Giuliano Amato - Thủ tướng thứ 48 của Ý
- Carlo Azeglio Ciampi - Thủ tướng thứ 49, Tổng thống thứ 10 của Ý
- Massimo D'Alema - Thủ tướng thứ 53 của Ý
- Enrico Letta - Thủ tướng thứ 83 của Ý

Văn học
- Giosuè Carducci - Nhà thơ, nhà văn người Ý đoạt giải Nobel Văn học năm 1906

Toán học
- Enrico Betti - Nhà toán học, tác giả của Betti's theorem
- Enrico Bombieri - Nhà toán học, Huy chương Fields năm 1974
- Alessio Figalli - Nhà toán học,  Huy chương Fields năm 2018

Vật lý
- Enrico Fermi - Nhà vật lý, đoạt giải Nobel Vật lý năm 1938
- Carlo Rubbia - Nhà vật lý, đoạt giải Nobel Vật lý năm 1984

Âm nhạc
- Andrea Bocelli -  Ca sĩ, nhạc sĩ

1. ↑  Hall-Quest, Alfred Lawrence (1976). "Pisa, University of". Trong William D. Halsey (biên tập). Collier's Encyclopedia. Quyển 19. New York: Macmillan Educational Corporation. tr. 81.
2. ↑  "The University of Pisa and its history".
3. ↑  "CSRankings: Computer Science Rankings".
4. ↑  "Unipi Academic Ranking of World Universities (ARWU)".
5. ↑  "Ranking internazionali".